# Desa Sumberwuluh (administrativ by i Indonesien, lat -8,19, long 113,03)
Desa Sumberwuluh är en administrativ by i Indonesien.   Den ligger i provinsen Jawa Timur, i den västra delen av landet, 700 km öster om huvudstaden Jakarta.